# Dasyuris glyphicata
Dasyuris glyphicata är en fjärilsart som beskrevs av Achille Guenée 1858. Dasyuris glyphicata ingår i släktet Dasyuris och familjen mätare. Inga underarter finns listade i Catalogue of Life.